# Lasgush Poradeci

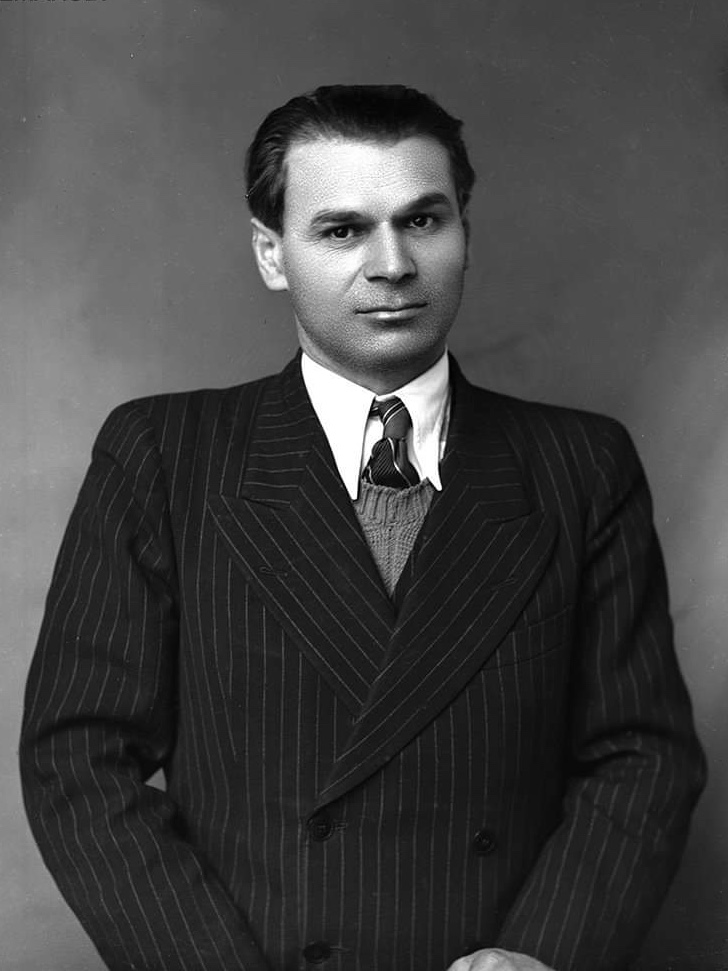
Porträt von Gegë Marubi aus dem Jahr 1938

Llazar Sotir Gusho (* 27. Dezember 1899 in Pogradec, Osmanisches Reich (heute Albanien); † 12. November 1987 in Tirana oder Pogradec), bekannt unter dem Pseudonym Lasgush Poradeci, war einer der bedeutendsten albanischen Dichter.
Sein Pseudonym ist einerseits eine Reverenz an seine Heimatstadt, andererseits eine Kombination der Anfangsbuchstaben seiner Vornamen und seines Nachnamens.

## Leben
Lasgush Poradeci besuchte Schulen in Monastir und Athen und studierte später in Bukarest an der Akademie für bildende Künste. Während seiner Studienzeit kam er in Kontakt mit mehreren albanischen und rumänischen Dichtern und Schriftstellern, was sein späteres Schaffen beeinflussen sollte, und veröffentlichte erste Gedichte. Zu diesen Freunden zählte auch Aleksandër Stavre Drenova, bekannt als Asdreni, der ihm später bei der Veröffentlichung von Gedichten helfen sollte. 1924 erhielt er ein Stipendium der albanischen Regierung und setzte sein Studium an der Universität Graz an der Fakultät für Romanistik und Germanistik fort. Insgesamt verbrachte er zehn Jahre in Graz. 1933 schloss er mit einer Dissertation über den rumänischen Nationaldichter Mihai Eminescu ab.
Die nächsten Jahre verbrachte er in Tirana, wo er als Zeichenlehrer an einer weiterführenden Schule tätig war. Nach der Machtübernahme der Kommunisten wurde er zuerst arbeitslos. Später war er als Übersetzer bei einem staatlichen Verlag tätig, wo er Lyrik und Prosa unter anderem von Heinrich Heine, Johann Wolfgang von Goethe, Bertolt Brecht und Alexander Puschkin übersetzte. 1974 ging Poradeci in Rente und lebte bis zu seinem Tod im Jahr 1987 in ärmlichen Verhältnissen. Im Sommer kehrte er gelegentlich nach Pogradec zurück.
Lasgush Poradeci war verheiratet und hatte zwei Töchter. Begraben wurde er in Pogradec.

## Werk

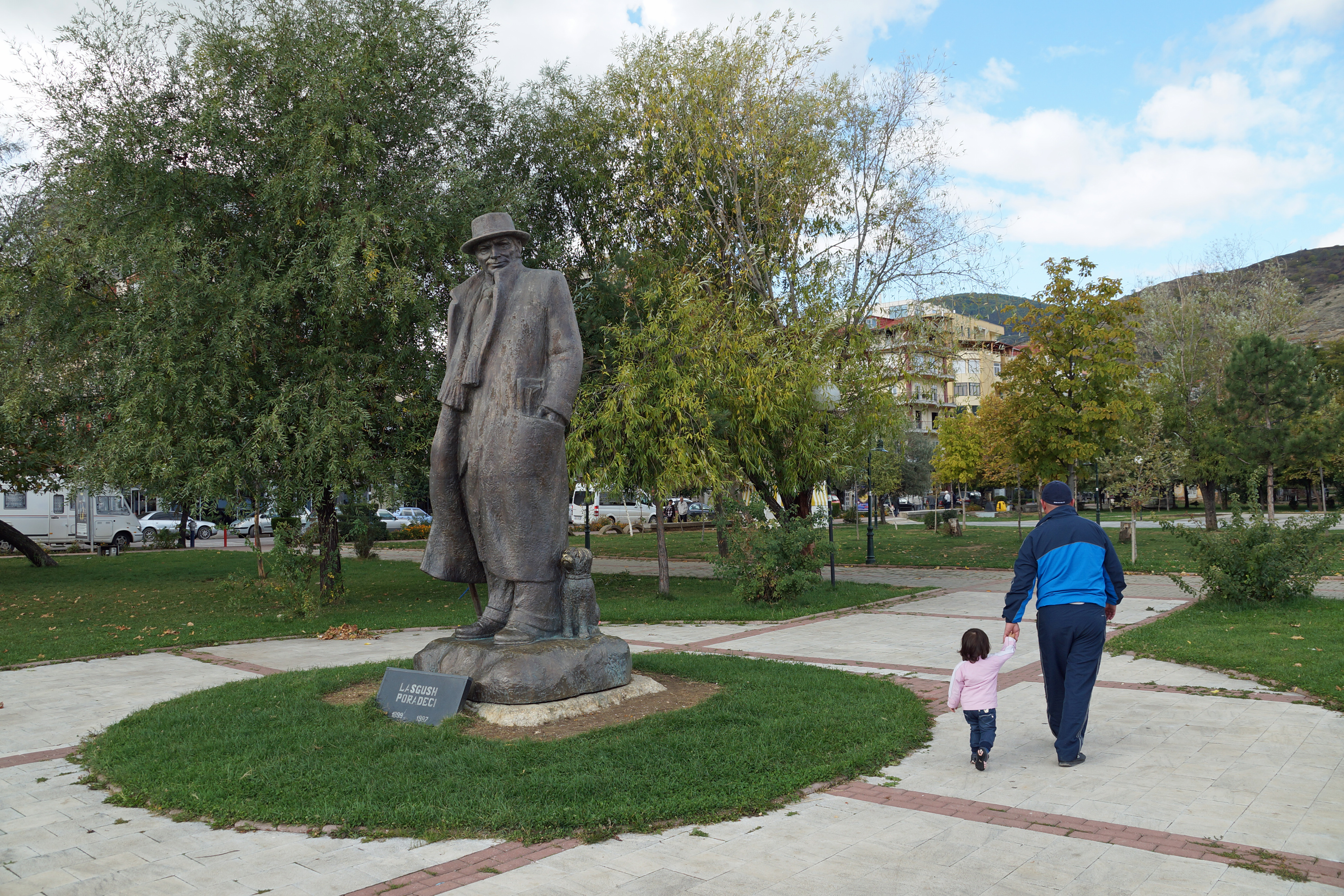
Statue Poradecis in einem Park in Pogradec

„Die Verehrer von Lasgush Poradecis Kunst lieben seine wunderbare Sprache, die perfekte Schönheit seiner Verse und die gedankliche Tiefe, die er – von mystischen Versen Naim Frashëris abgesehen – als erster in die albanische Lyrik eingebracht hat, die sich vor und nach ihm in grossem Mass nationalen statt universalen Themen verschrieb.“

Lasgush Poradeci veröffentlichte zwei Bände, die rund 100 Gedichte enthalten: 1933 erschien Vallja e yjve (Der Tanz der Sterne) und 1937 Ylli i zemrës (Der Stern des Herzes). Der erste Band enthält Gedichte, die Poradeci in den Jahren 1921 bis 1924 verfasst hatte. Im zweiten Band finden sich neben neueren Gedichten auch überarbeitete Versionen von bereits veröffentlichten Gedichten. In den folgenden Jahren publizierte er noch vereinzelte Gedichte in Zeitschriften. Wiederkehrende Themen waren der Ohridsee, die Liebe und vereinzelt auch patriotische Themen.
Poradeci war unter dem kommunistischen Regime nicht mehr schöpferisch tätig. Seine ideologisch konformen Übersetzungen soll er als Scheisse bezeichnet haben, selber wollte er keine konformen Gedichte im Stil des geforderten Realismus verfassen. Sein Werk wurde marginalisiert und kaum publiziert.
Poradeci war bekennender Atheist, wovon das folgende Zitat zeugt:

«Nuk ka Zeus, as nuk ka zot,

Ferr, Lugat t'imagjinuar,

po ka popull të paditur,

popull q'ende s'është zgjuar.»

„Es gibt keinen Zeus, auch gibt es keinen Gott,

keine Hölle, keine eingebildeten Kreaturen,

aber stattdessen gibt es ein unwissendes Volk,

ein Volk, das noch nicht aufgewacht ist.“

1978 ist in Pristina eine erste Gesamtausgabe erschienen, 1999 folgte in Tirana eine Edition seiner gesamten Werke und Schriften.

## Ehrung

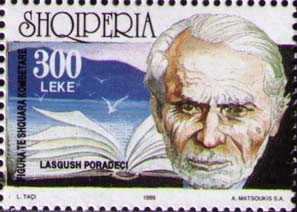
Poradeci auf einer Briefmarke von 1999

In Albanien wurden Straßen, Plätze und Schulen nach Lasgush Poradeci benannt.
In seiner Heimatstadt Pogradec wurde 2006 eine über drei Meter hohe Bronzestatue eingeweiht. Die Statue fertigte der albanische Bildhauer Mumtas Dhrami an. Sie stellt den Dichter mit seinen typischen Merkmalen dar: Er schaut Richtung Ohridsee, hat seinen Hund sowie seinen Schal dabei, und in seiner Manteltasche befinden sich seine vielen Handschriften, Bücher und Hefter.